# Powiat Peysern
Powiat Peysern (niem. Kreis Peysern, pol. powiat pyzdzierski) – niemiecki powiat istniejący w okresie od 1815 do 1819 r. na terenie prowincji poznańskiej.

## Historia
Powiat Peysern utworzono w 1815 r. W wyniku korekty granicy wschodni fragment powiatu z miastem Pyzdry został przekazany Polsce w 1817 r., a nowym miastem powiatowym stała się Września. W 1819 r. zmieniono nazwę powiatu na powiat Wreschen.